# Renströmsgruvan

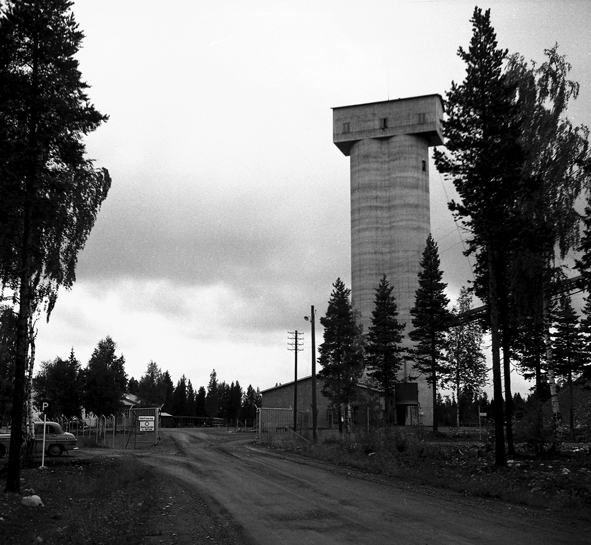
Gruvlaven i Renström 1958.

Renströmsgruvan är en gruva i norra Västerbotten, i det så kallade Skelleftefältet. Renströmsgruvan är Sveriges djupaste, med drift på 1700 meters nivå. Den öppnades 1952 och drivs av Boliden AB. Huvudsakligen bryts koppar, bly och zink. 2005 bröts 227 637 ton anrikningsmalm och 2006 lika mycket. År 2014 var cirka 130 personer sysselsatta i gruvan.
I byn Renström, arbetar större delen av befolkningen i gruvan eller utanför. Gruvan är sammanlänkad underjordiskt med den närliggande Petiknäsgruvan.